# Manjula Pradeep
Manjula Pradeep (em hindi:  मंजुला प्रदीप; Vadodara, 1969) é uma advogada indiana, ativista dos direitos humanos. Ela é a ex-Diretora Executiva do "Navsarjan Trust", uma das maiores organizações de defesa dos direitos dos dálites na Índia, que aborda as questões da discriminação de casta e da discriminação baseada no gênero.

## Vida pregressa
Manjula Pradeep nasceu em 6 de outubro de 1969, em Vadodara (anteriormente conhecida como Baroda), em Gujarat, na Índia, em uma família dálite ortodoxa, logo depois que sua família migrou de Uttar Pradesh, em 1968. Seu nascimento foi decepcionante, pois seu pai esperava um menino, em vez de uma segunda filha. Ele culpou a mãe de Manjula pelo seu nascimento e abusou física e mentalmente de ambas desde o seu nascimento. Na infância, Manjula também foi abusada sexualmente por quatro homens.
Temendo a discriminação de casta, o pai de Manjula escondeu seu próprio sobrenome e, em vez disso, lhe deu o sobrenome genérico "Pradeep". No entanto, isso não impediu Manjula de ser discriminada na escola. Seus professores e colegas muitas vezes a ridicularizavam devido a sua casta; os alunos a chamavam de “ABC”, referindo-se a “BC” ou “Casta Atrasada”.
Os desafios que Manjula enfrentou em casa e na sociedade fizeram com que ela questionasse a discriminação de casta e de gênero, moldando a trajetória de sua carreira e de seu ativismo.

## Educação
Durante os seus estudos de graduação, um dos seus professores incentivou Manjula a prosseguir o trabalho social. Isso inspirou Manjula a se matricular no mestrado em Serviço Social, na Universidade Maharaja Sayajirao de Baroda, em 1990. Na universidade, ela começou a desafiar a arena dominada pelos homens da política dálite, e se envolveu no ativismo dálite e no feminismo.
Enquanto trabalhava em Navsarjan, o seu primeiro caso foi o de uma mulher dálite cujo filho tinha morrido depois de ter sido abusado sob custódia policial numa delegacia de polícia de Amedabade. Este incidente levou Manjula a prosseguir em seu bacharelato em Direito na sua Alma mater, porque percebeu que a questão dos direitos dos dálites tinha de ser combatida tanto nas ruas como nos tribunais.

## Carreira
Depois de terminar o mestrado, em 1992, aos 21 anos, Manjula Pradeep ingressou no Navsarjan Trust como sua primeira funcionária. Em 2004, foi eleita Diretora Executiva da organização.

### Primeiros anos no Navsarjan Trust
Seu primeiro trabalho em Navsarjan foi no programa de assistência jurídica que ajudou sobreviventes de violência e discriminação a lutar por justiça. Manjula percebeu que, para defender eficazmente os direitos humanos das pessoas, teria de estudar a lei. “Preciso conhecer a lei para ter algum poder… Chega desse diploma de serviço social. Um diploma de direito é o que eu preciso.”
Em 1995, ela iniciou programas de formação para conscientizar contra a exploração entre os trabalhadores em regime de servidão (também chamado de escravidão por dívida), principalmente mulheres que sobreviviam com algumas rúpias por dia e estavam continuamente em dívida com os proprietários em cujas terras agrícolas trabalhavam. Eram frequentemente vítimas de violência física e sexual. Ela também ajudou a criar um sindicato de mulheres dálites e tribais, o Vadodara Khet Majoor Sangathan, que visava acabar com as injustiças enfrentadas por estas mulheres. No mesmo ano, ingressou no conselho do Navsarjan Trust.
Em 2000, pela primeira vez na organização, Manjula treinou 40 mulheres para assumirem cargos de liderança em Navsarjan. Ela também ajudou a organizar um protesto com a participação de cerca de 3.000 dálites, onde o termo “Dalit Shakti”, ou Poder dálite, foi usado pela primeira vez por Martin Macwan.
Em junho de 2001, Manjula foi um dos membros mais jovens da delegação da Campanha Nacional pelos Direitos Humanos dos Dálites (NCDHR) enviado às Nações Unidas para representar os direitos dos dálites. A delegação do NCDHR esteve em Genebra, na Suíça, para incluir a discriminação baseada em castas na agenda da Conferência Mundial das Nações Unidas contra o Racismo, a Xenofobia e a Intolerância Conexa, que seria realizada ainda naquele ano.[carece de fontes?]
Em 2002, ela tirou um ano sabático para trabalhar na Agência Suíça para o Desenvolvimento e Cooperação, em Nova Delhi, Índia, e ajudou a desenvolver o programa de ajuda suíço.[carece de fontes?]

### Diretora Executiva da Navsarjan Trust
Depois que Martin Macwan anunciou sua renúncia ao cargo de Diretor Executivo da Navsarjan, em 2005, Manjula foi eleita Diretora Executiva da Navsarjan. Ela revisou o funcionamento do Navsarjan e fez esforços para eliminar a corrupção dentro da organização. No ano seguinte, ela foi convidada para falar na Conferência Internacional de Mulheres dálites em Haia, na Holanda. Manjula juntou-se à Rede Internacional de Solidariedade Dálite, com sede em Copenhage, em 2008.[carece de fontes?]
Em 2008, Manjula defendeu o caso de uma menina Dalit menor de 17 anos que foi repetidamente estuprada por uma gangue de seis professores da Escola de Treinamento de Professores Primários (PTC) em Patan, Gujarat, durante seis meses. Em 2009, Manjula ajudou a vencer este caso em que os professores foram condenados à prisão perpétua pelo Tribunal Superior de Guzerate. O caso foi uma representação da intersecção de casta, gênero e política no país.
Após o caso, Navsarjan assumiu mais de 30 casos semelhantes, representando menores e mulheres jovens.[carece de fontes?]

#### Cancelamento da FCRA do Navsarjan Trust
Em agosto de 2016, Manjula e Navsarjan foram uma das figuras-chave na agitação dálite de Guzerate, depois de quatro membros da comunidade dálite terem sido despojados e atacados por vigilantes de vacas em Una, em Guzerate. Em dezembro de 2016, o Ministério do Interior da União cancelou o certificado FCRA de Navsarjan, implicando que o trust estava envolvido em “atividades indesejáveis destinadas a afetar prejudicialmente a harmonia entre grupos, castas ou comunidades religiosas, raciais, sociais, linguísticas, regionais”. O cancelamento resultou na demissão da maioria de seus funcionários por Navsarjan e deixou em apuros as atividades locais do fundo em 3.000 aldeias. Manjula foi convidada a renunciar ao cargo de Diretora Executiva em dezembro de 2016.

### Trabalho atual
Manjula dedica metade de seu tempo como Diretora de Campanhas no Projeto Dálite da Rede de Defensores dos Direitos Humanos, que abrange cinco estados da Índia. Manjula fundou a Fundação Wise Act of Youth Visioning and Engagement (WAYVE) www.wayve.net.in, que trabalha pelo empoderamento e pelos direitos dos jovens marginalizados na Índia, construindo sua liderança e conscientizando sobre os direitos constitucionais.[carece de fontes?]
Além disso, Manjula está envolvida na Campanha Nacional pelos Direitos Humanos dos Dalit . Ela também atuou como membro do grupo executivo da Rede Internacional de Solidariedade Dalit e Secretária do Comitê Executivo do Centro Nacional de Estudos de Advocacia, na Índia. Ela também representa questões enfrentadas pelos dalits e pelas mulheres dalits em fóruns internacionais, como as Nações Unidas e a União Europeia.[carece de fontes?]

## Prêmios
- 2011 - prêmio Woman Peace Maker, do Instituto Joan B. Kroc para Paz e Justiça (IPJ), da Universidade de San Diego, EUA.[carece de fontes?]

- 2015 - Prêmio Femina Mulheres 2015 de Impacto Social.[11]

- 2017 - prêmio Jijabai Women Achievers, da Universidade de Delhi.[12]

- 2021 - 100 mulheres da BBC.[13]